# Carl Ernst Rahtgens

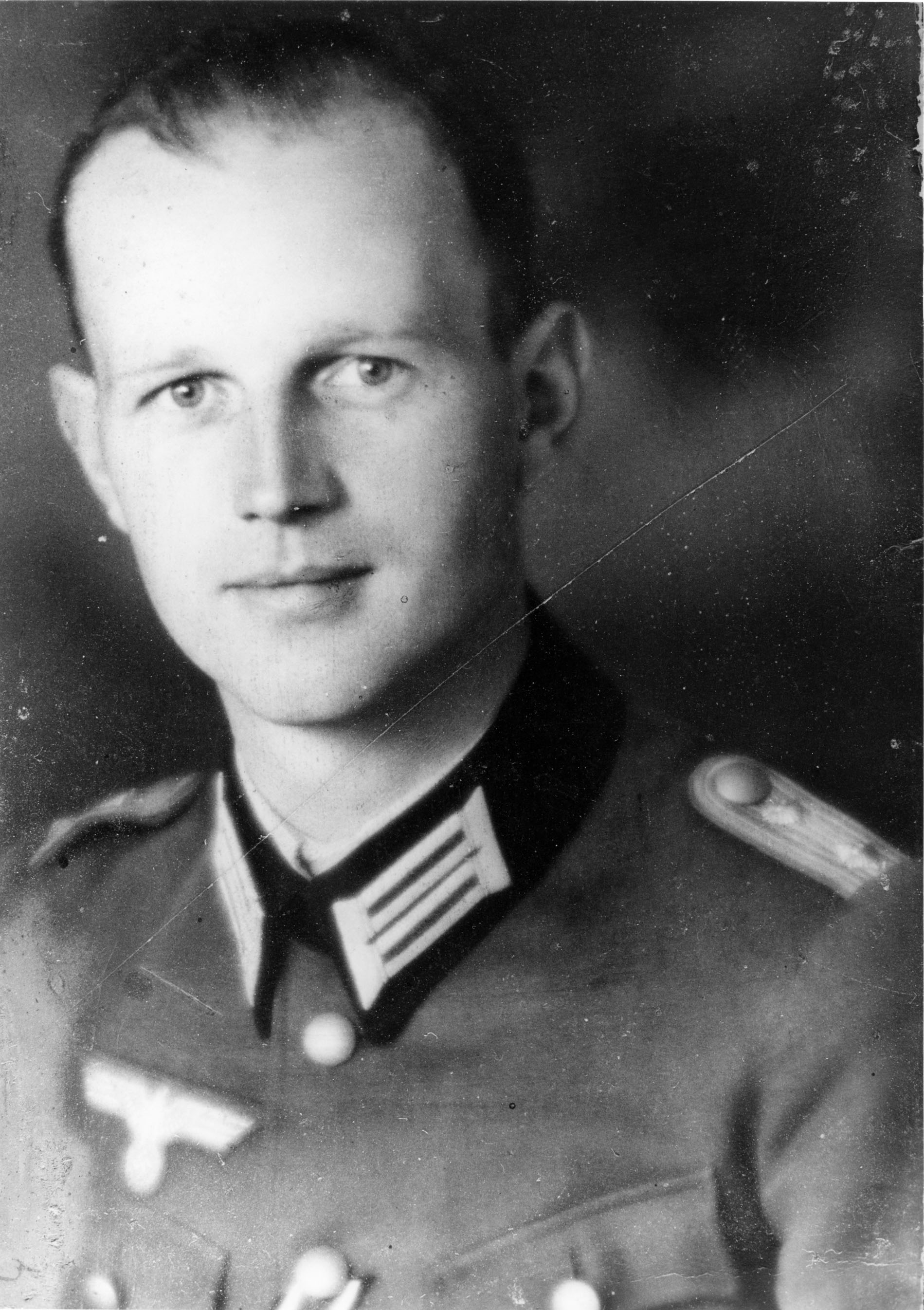
Karl-Ernst Rahtgens (undatiert)

Carl Ernst Rahtgens, auch Karl Ernst Rahtgens (* 27. August 1908 in Lübeck; erhängt 30. August 1944 in der Strafvollzugsanstalt Berlin-Plötzensee) war ein deutscher Oberstleutnant und Widerstandskämpfer.

## Leben
Carl Ernst Rahtgens war der Sohn von Otto Alwin Rahtgens, dem damaligen Geschäftsführer der Graphischen Kunstanstalt H. G. Rahtgens in Lübeck, wo er seine Kindheit verlebte und am Katharineum seine Gymnasialbildung begann. Er war verheiratet mit Johanna Helene Rahtgens, geb. von Cramon. Sein Onkel war Generalfeldmarschall Günther von Kluge.
Er war an den Umsturzbestrebungen des 20. Juli 1944 beteiligt, wurde in Belgrad verhaftet, am 30. August vom Volksgerichtshof zum Tode verurteilt und noch am selben Tag in Plötzensee hingerichtet.